# Улица Косовке девојке (Београд)
| Улица · КОСОВКЕ ДЕВОЈКЕ | Улица · КОСОВКЕ ДЕВОЈКЕ |
| ----------------------- | ----------------------- |
|                         |                         |
| Општина                 | Стари град              |
| Почетак                 | Улица краљице Наталије  |
| Крај                    | Улица краља Милана      |
| Дужина                  | 135 m                   |
| Ширина                  | 10 m                    |
| Створена                | 1872                    |
| Названа                 | 1930                    |
| Стари називи            | Девојачка улица         |
|                         |                         |
|                         |                         |
|                         |                         |

Улица Косовке девојке налази се на територији општине Стари град, у непосредној близини Андрићевог венца. Простире се од Краљице Наталије 39, уз степенице, до Улице краља Милана.

## Име улице
Ова уличица име је добила у част књижевног лика из српске народне песме Косовка девојка.

## Историја
Првобитни назив улице, од 1872. до 1939. године, био је Девојачка улица, а касније улица добија ново име, које и данас носи, по књижевном лику из истоимене народне песме.
Народна епска песма Косовка девојка пева о трагедији српског народа у време Косовског боја. Ову песму први је објавио Вук Стефановић Караџић у другој књизи српских народних песама, у којој су „пјесме јуначке најстарије”. Песма је забележена почетком 1817. на основу казивања слепе гусларке из Гргуревца, у Срему.
Централни мотив ове песме је несрећа девојке којој на Косову гину кум, девер и вереник, чиме је представљена лична драма у оквирима једне од најтежих трагедија које су задесиле српски народ. Касније је лик Косовке девојке, која оплакује најближе, никога неоптужујући и мирећи се са проклетством своје судбине, постао један од универзалних мотива и инспирација стваралаштва, како књижевника, попут Драгољуба Филиповића, тако и ликовних уметника, попут Мештровића, Возаревића, Уроша Предића и др.

## Суседне улице
- Балканска улица
- Добрињска улица

## Значајни објекти
Парк Александров (раније Девојачки парк),
Уметничка галерија U10, Косовке девојке 3 